# Livinas Elverdinge
Livinas Elverdinge was een Belgische voetbalclub uit Elverdinge. De club was aangesloten bij de KBVB met stamnummer 9503 en had rood en wit als kleuren. De club had enkel een damesploeg in competitie. De Livinas speelden op het voetbalterrein van SK Elverdinge.

## Geschiedenis
Op 21 juli 2006 werd een damesvoetbalploeg opgericht. Er werd beslist om op de terreinen van SK Elverdinge te spelen. In het seizoen 2006/07 werden enkele oefenwedstrijden gespeeld, als voorbereiding op de competitie.
In 2007/08 werd gestart met competitievoetbal, in de Tweede Provinciale. De Livinas eindigden in de subtop. In 2009 slaagde men er al in te promoveren naar de hoogste provinciale afdeling. Daar eindigde men op de derde laatste plaats en men zakte weer.
In 2014 ging men samenwerken met VK Westhoek, een paar jaar daarvoor opgezette samenwerking tussen KVK Ieper en BS Poperinge. De Livinas zouden verder spelen onder het stamnummer 3172 van BS Westhoek.